# プロテウス (衛星)
プロテウス（英語: Proteus、ギリシア語: Πρωτέας, Neptune VIII）は、海王星の第8衛星である。海王星の衛星の中では2番目に大きく、また海王星で最も大きな内衛星である。1989年に探査機ボイジャー2号によって発見された。ギリシア神話で姿を自由に変えられる海神のプローテウスにちなんで名付けられた。プロテウスは、海王星のほぼ赤道面を公転し、海王星の赤道半径の約4.75倍離れた軌道を公転している。
プロテウスの形状は、直径が 400 km を超える主に氷から成る天体であるにもかかわらず楕円体とは大きくかけ離れており、いくつかの窪んだ面と 20 km の起伏を持った多面体のような形状をしている。表面は暗く灰色じみており、大量のクレーターがある。プロテウス最大のクレーターは、直径が 230 km 以上のファロス (Pharos) である。大きなクレーターに関連して、いくつかの崖や溝、谷も存在している。
プロテウスはおそらく、海王星と共に形成された天体ではない。プロテウスは、海王星最大の衛星トリトンが捕獲されたときに形成された破片が後に合体して形成された可能性がある。

## 発見と軌道
プロテウスは、宇宙探査機のボイジャー2号が1989年8月に海王星をフライバイする2ヶ月前に撮影した画像から発見された。発見は同年7月7日に国際天文学連合のサーキュラーで公表され、S/1989 N 1 という仮符号が与えられた。発見報告においてスティーヴン・P・シノットとブラッドフォード・A・スミスは「21日間にわたって撮影された17フレーム」とのみ伝えたため、発見日はそれだけ前に遡った6月16日以前ということになる。
1991年9月16日に、ギリシア神話における姿を変えることができる海の神プローテウスに因んで、現在の名称が命名された。また Neptune VIII という確定番号が与えられた。
プロテウスは、海王星から海王星半径の4.75倍とほぼ等しい距離を公転している。軌道の離心率は小さく、海王星の赤道からは約0.5度傾いている。プロテウスは、海王星の順行する規則衛星の中では最大である。自転は公転周期と同期しており、これは常に片面を海王星に向けていることを示している。

## 物理的特徴
プロテウスは海王星で2番目に大きな衛星である。直径は約 420 km あり、これは2番目に発見されたネレイドよりも大きい。しかし海王星にとても近く、海王星が反射した太陽光の中に隠れていたため、地上の望遠鏡からは発見されなかった。プロテウスの表面は暗く、その幾何アルベドは約10%しかない。紫色から緑色にかけての波長で反射率が大きく変化しないので、表面の色は灰色じみていることになる。波長約 2 μm の近赤外線波長ではプロテウスの表面の反射率が低くなるため、炭化水素やシアン化物などの複雑な有機化合物が存在している可能性がある。これらの化合物は、海王星の内衛星が低アルベドであることに関与している可能性がある。プロテウスはかなりの量の水の氷を含んでいると考えられているが、分光学的にはそれらは表面から検出されていない。
プロテウスの形状は半径約 210 km の球体に近いが、球形からのずれは最大で 20 km と大きく、天体の大きさの割に形が歪なことが特徴の一つである。これは低温のためプロテウスを構成する氷が強固になり、重力に逆らって不規則な形状を保ちやすくなっているためだと言われる。科学者たちは、プロテウスが自身の重力で完全な球形にならない程度の密度を持つ大きさの天体であると考えている。土星の衛星ミマスは、おそらく土星付近の高温度や潮汐加熱によって温度が高くなっているため、プロテウスよりもわずかに質量が小さいにもかかわらず楕円体の形状をしている。プロテウスは、全体の形状が三軸楕円体よりも不規則な多面体に近いが、わずかに海王星のある方向に伸びている。プロテウスの表面はいくつかの平面と、直径 150～200 km の凹面がある。この凹面はおそらく劣化したクレーターであるとされている。
プロテウスには大量のクレーターがあり、地質学的に変化している兆候は見られない。最大のクレーター、ファロスは 230～260 km の直径を持ち、深さは 10～15 km である。ファロスはプロテウスの表面で唯一名称が与えられている地形で、名称はギリシア神話でプローテウスが統治した島に由来する。ファロスに加えて、いくつかの直径 50～100 km のクレーターもあり、直径 50 km 未満のものも数多く存在している。
発見されているプロテウスの第二の特徴は、崖、谷、溝といった線状の地形である。最も顕著なのは、ファロスの西にある赤道に平行している地形である。これらの地形は、ファロスや他の大きなクレーターを形成した巨大衝突の結果として形成された可能性が高い。

## 起源
プロテウスは、海王星の他の内衛星と同じように、海王星付近で形成された元から存在する天体である可能性は低く、その多くはトリトンが海王星に捕獲された後に発生した破片から形成された可能性が高い。トリトンが海王星に捕獲された当初は軌道離心率が非常に大きく、元々内側に存在していた衛星の軌道にカオス的な摂動を与えた。そのため元々存在していた衛星同士の衝突が発生し、破片による円盤が形成されたと考えられる。トリトンの軌道が円形になった後になって初めて、破片の円盤の一部が再合体して現在の衛星になった。

## 画像

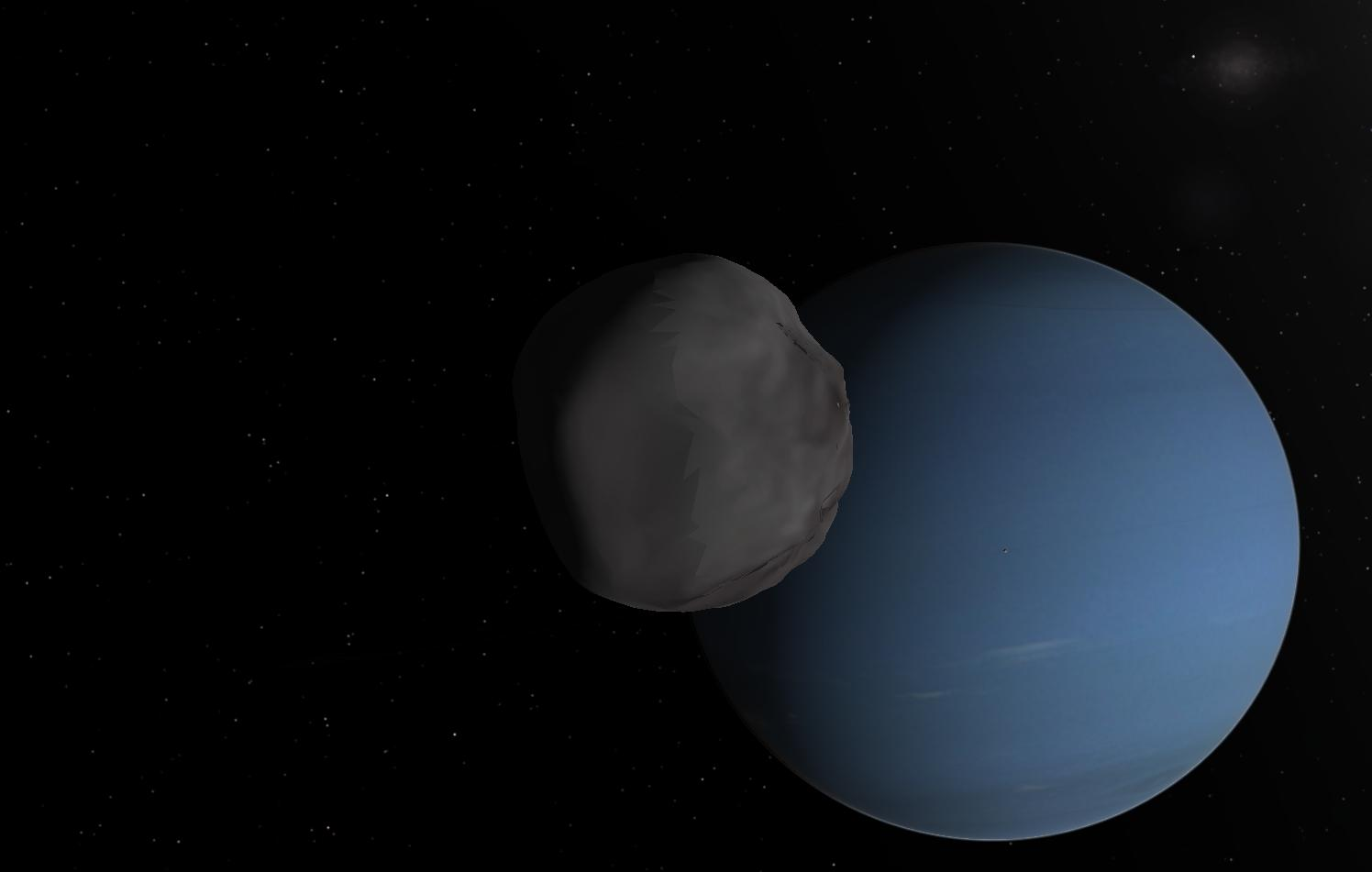
シミュレーションで描いた、海王星を公転するプロテウス
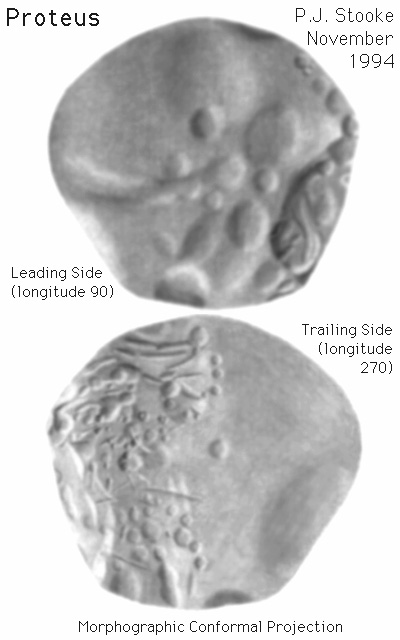
プロテウスの地図
- 重ね合わせたメッシュを用いたプロテウスのアニメーション3Dモデル
- プロテウスのアニメーション3Dモデル
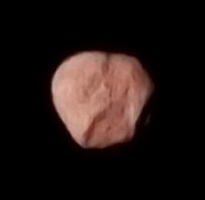
プロテウスの唯一のカラー画像、ピンクがかった赤色を呈している
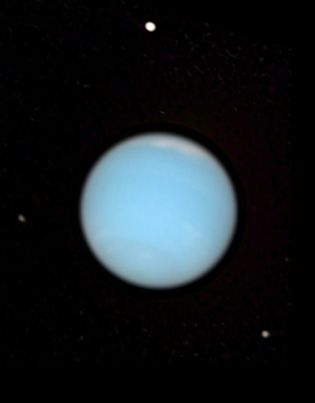
2005年にハッブル宇宙望遠鏡が撮影したプロテウス（海王星の上）。右下はラリッサ、左はデスピナ。